# Râul Cotovăț
Râul Cotovăț (în ucraineană Котовець, transliterat: Kotoveț) este un râu care străbate teritoriul câtorva localități din raionul Hliboka (în ucraineană Глибоцький район), regiunea Cernăuți, Ucraina. Este un afluent de stânga al Siretului.

## Geografie
Râul Cotovăț izvorăște din dealurile păduroase aflate în sudul Bucovinei de Nord (astăzi regiunea Cernăuți a Ucrainei), la o altitudine de 400 m. Izvoarele sale se află în apropiere de localitatea Dumbrava Roșie (raionul Hliboca). 
Cotovăț parcurge 18 km și se varsă în Siret, lângă satul Stârcea.  
Afluenți ai Cotovățului sunt doar câteva pâraie mici.  
Râul urmează o direcție aproximativă de la nord spre sud.  
Râul străbate localitățile Mihuceni, Dimca și Oprișeni, unde începe să-și schimbe direcția de curgere către sud-est prin Valea Siretului. Își continuă curgerea până la varsarea în Siret, la sud-vest de satul Stârcea. 
Suprafață bazinului hidrografic a Cotovățului este de 71 km².

## Amenajare
Malurile Cotovățului sunt formate din straturi de pietriș, nisip și loess. Primăvara, odată cu topirea zăpezilor și vara, după ploi abundente, râul Cotovăț poate provoca inundații. Dacă în mod normal lățimea Cotovățului este de 2–5 m, iar adâncimea de 0,20-0,70 m, în perioada topirii zăpezilor sau al precipitațiilor abundente, lățimea sa crește la 25-50 m, iar adâncimea ajunge la 1–2 m. 
Valea superioară a râului este relativ îngustă și adâncă, crescând apoi treptat până la punctul de confluență cu râul Siret. Pe cursul său au fost realizate câteva lacuri de acumulare și mai multe iazuri, reducându-se astfel pericolul de inundații (cea mai recente fiind cele din anul 2010). 
Ca urmare a adâncimii sale mici, râul Cotovăț nu este navigabil.